# Monel
Monel, zvan još i Monel metal, je slitina nikla i bakra prozvana po Ambroseu Monellu. Patentiran je 1906. godine. To je vrlo skupa slitina, cijena mu je oko 5 do 10 puta veća od cijene bakra ili nikla.

## Sastav
Monel se sastoji od približno 65 % nikla, 33 % bakra i 2 % željeza. Otporan je na atmosfersku koroziju te morsku vodu i razne kisele i alkalne otopine. Naziv Monel zakonski je zaštićen, sva prava drži Special Metals Corporation, iz Huntingtona u West Virginiji, SAD. Materijal se smatra prethodnikom nehrđajućih čelika i koristi se i danas.

## Slitine
| Trgovački naziv | ASTM/AISI Tip slitine | UNS    | %Cu   | %Al      | %Ti       | %Fe     | %Mn     | %Si     | %Ni    |
| --------------- | --------------------- | ------ | ----- | -------- | --------- | ------- | ------- | ------- | ------ |
| Monel 400       | B 127, B 164          | N04400 | 28-34 |          |           | 2,5 max | 2,0 max | 0,5 max | 63 min |
| Monel 401       |                       | N04401 | 28-34 |          |           | 2,5 max | 2,0 max |         | 63 min |
| Monel 404       |                       | N04404 | Rem   | 0,05 max |           | 0,5 max | 0,1 max | 0,1 max | 52-57  |
| Monel K-500     | B 865                 | N05500 | 27-33 | 2,3-3,15 | 0,35-0,85 | 2,0 max | 1,5 max | 0,5 max | 63 min |
| Monel 405       | B 164                 | N04405 | 28-34 |          |           | 2,5 max | 2,0 max | 0,5 max | 63 min |

## Vanjske poveznice
- Monel Corrosion  Arhivirana inačica izvorne stranice od 14. ožujka 2017. (Wayback Machine)

- Monel booklet